# FAR (branschorganisation)

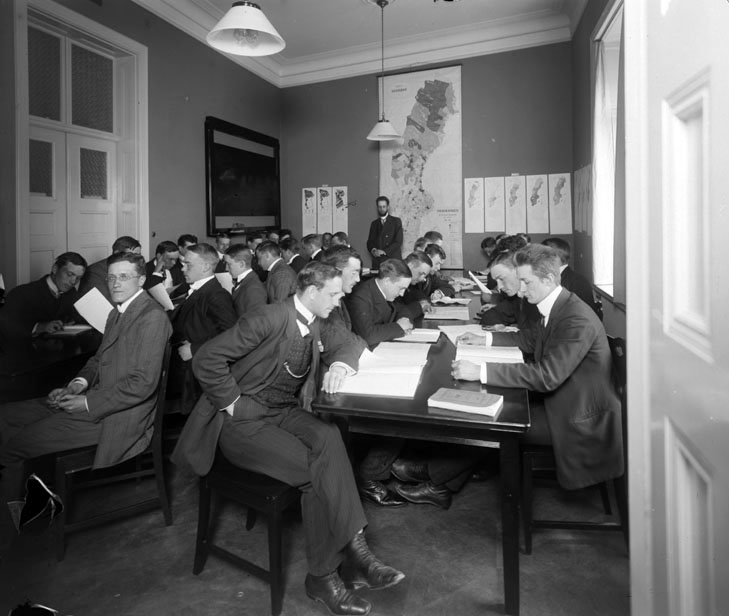
Läsesal vid Handelshögskolan i Stockholm i Brunkebergs hotell år 1911. Lars Ture Bohlin, grundare av FAR och Bohlins revisionsbyrå (idag KPMG Bohlins), böjd över en bok vid högra bordet och professor Eli Heckscher längst bak framför kartan.

FAR är en svensk branschorganisation för revisorer, redovisningskonsulter, skatterådgivare, lönekonsulter och specialister verksamma på redovisnings- eller revisionsbyråer.

## Inriktning
FAR arbetar inom revisions- och rådgivningsbranschen gentemot näringsliv och samhälle kring  spelregler, kompetens och  informationsfrågor.
Ordinarie medlemmar i organisationen, cirka 5300, är auktoriserade och godkända revisorer, auktoriserade redovisningskonsulter, skatterådgivare och lönekonsulter. Sedan mitten av 2018 finns ytterligare två medlemskategorier, bas samt student.

## Historia

### Föreningen Auktoriserade Revisorer, grundad 1923
FAR grundades 1923 som Föreningen Auktoriserade Revisorer (FAR) i Handelshögskolan i Stockholms dåvarande lokaler i Brunkebergs hotell på Brunkebergstorg 2 i Stockholm, av Lars Ture Bohlin, Oskar Sillén och Seth Svensson. Lars Thure Bohlin och Seth Svensson var båda med i den första kull studenter som utexaminerades från Handelshögskolan i Stockholm, år 1911. Oskar Sillén var professor i handel och bankväsen vid Handelshögskolan 1915-1933 och utsågs 1933 till Sveriges första professor i företagsekonomi, en tjänst han kom att ha i tjugo år till 1952. Alla tre verkade som auktoriserade revisorer och såg ett behov av en branschorganisation.

### Samgående med Svenska revisorsamfundet
FAR gick 2006 samman med Svenska revisorsamfundet (SRS) och bildade FAR SRS. Historiskt har FAR dominerats av revisionsfirmorna som ingår i Big Four men har även haft många medlemmar från mindre byråer. SRS hade organiserat främst godkända revisorer och auktoriserade revisorer som arbetade med mindre företag.
FAR SRS ändrade namn till Far den 6 april 2010. Den 1 mars 2012 återgick man till att skriva FAR med versaler.

## Verksamhet
FAR verkar för att skapa intresse och förståelse för revision- och rådgivningsbranschen, samt utveckla normer och vara ett stöd för medlemmarnas yrkesutövning och affärsverksamhet.
FAR ger ut tidskriften Balans och erbjuder en digital rättsdatabas för branschen på FAR Online och bedriver förlags- och utbildningsverksamhet genom FAR AB.